# Peres Jepchirchir
Peres Jepchirchir (Kenya, 27 de setembre de 1993) és una corredora kenyana de llarga distància que competeix principalment en competicions d'asfalt. Va guanyar la medalla d'or al Campionat Mundial de Mitja Marató de la IAAF en 2016 i en 2020. El seu millor registre en la mitja marató és de 1:05:06, establert el 10 de febrer de 2017 als Emirats Àrabs Units, assolint el rècord del món de mitja marató. Va batre el seu propi rècord mundial al Campionat Mundial de Mitja Marató d'Atletisme a Gdynia, Polònia, el 2020, creuant la línia amb un temps de 1:05:16. L'any 2020 va guanyar la Marató de València amb un temps de 2.17:16. Medalla d’or als Jocs Olímpics de Tòkio amb un temps de 2:27:20.

## Carrera
Jepchirchir ja corria a l'escola i va ser esperonada pels èxits de Mary Keitany, que aleshores era campiona del món de mitja marató. Va començar a competir en curses per asfalt en 2013, començant amb dues victòries en 10.000 metres a Sud-àfrica, després un tercer lloc a la marató de Kisumu, a la seua Kenya natal, acabant en 2:47:33 hores. Va començar a córrer en camp a través a principis de 2014 i va aconseguir el segon lloc darrere de Faith Kipyegon al Campionat de Kenya de camp a través, el seu primer resultat significatiu a nivell nacional.
El seu talent va ser vist per l'equip de Gianni Demadonna i va començar a rebre invitacions a carreres europees d'alt nivell. Va guanyar tres curses seguides a França a finals del 2014, guanyant la Mitja Marató Le Lion (amb un rècord de 1:09:12 minuts), la Marseille-Cassis Classique Internationale, després la Corrida de Houilles. Va quedar subcampiona darrere de Janet Kisa al 5K BOclassic del final d'aquell any.
Va fer la seua aparició amb el perfil més alt a la Marató de Londres de 2015, però no va aconseguir aprofitar els seus èxits de distància més curta, ja que no podia acabar la distància completa de la marató. Tot i això, aquell any va començar a assolir els cims a les curses de 10K i mitja marató. El temps de 30:55 minuts al Gran Premi de Praga va ser el segon més ràpid del món de la temporada, i una setmana després va establir un rècord de 1:07:17 minuts al guanyar la Mitja Marató d'Ústí nad Labem, un temps que la va situar setena al rànquing de l'any. També va defensar el seu títol a Marsella a l'octubre.
Jepchirchir va marcat un nou màxim de 1:06:39 minuts a la Mitja Marató de Ras Al Khaimah de 2016. Tot i el bon registre, que la va traslladar al lloc 13 de les llistes de tots els temps, va fer la quarta posició per darrere de la guanyadora Cynthia Cherotich Limo, mentre que sis dones més van córrer en 1:07 (per primera vegada a l'esport). Aquesta actuació li va valer un lloc a l'equip kenyà per als Campionats Mundials de Mitja Marató de la IAAF de 2016. L'equip de cinc dones va liderar l'inici de la cursa, amb Netsanet Gudeta i Genet Yalew d'Etiòpia també en disputa. A mesura que la cursa avançava, es va reduir a un trio kenyà: Jepchirchir, Limo i Mary Wacera Ngugi, i allò va acabar donant lloc a un sprint entre Limo i Jepchirchir. Tot i haver estat de les menys experimentades i conegudes de l'equip kenyà, va ser Jepchirchir qui es va erigir com a campiona del món, acabant la cursa en 1:07:31 minuts i portant a les dones kenyanes al títol per equips i un podi amb Limo i Ngugi.
Una cursa de rècord va arribar a la Mitja Marató Internacional de Yangzhou Jianzhen a l'abril, amb un temps de 1:07:21 minuts. A la Mitja Marató RAK de 2017 va batre dos rècords mundials. Li va rebaixar tres segons al rècord de mitja marató de Florence Kiplagat en 1:05:06 minuts i va establir el rècord mundial de 20.000 amb 1:01:40 minuts. La seua posició com a millor del món va ser efímera, ja que Joyciline Jepkosgei (tercera a la cursa RAK) va batre els dos rècords mundials el mes següent.

## Competicions internacionals
| 2016 | Campionat del Món de Mitja Marató | Cardiff, Regne Unit | 1ª | Mitja Marató | 1:07:31 min |
| 2016 | Campionat del Món de Mitja Marató | Cardiff, Regne Unit | 1ª | Per equips   | 3:22:59     |
| 2020 | Campionat del Món de Mitja Marató | Gdynia, Polònia     | 1ª | Mitja Marató | 1:05:16 min |

## Victòries en curses d'asfalt
- Marató de València 2020[19]
- Mitja Marató de València 2016[20]
- Mitja Marató Internacional Yangzhou Jianzhen : 2016
- Marsella-Cassis Classique Internationale : 2014, 2015
- Mitja Marató Ústí nad Labem : 2015
- Mitja Marató Le Lion : 2014
- Gran Premi de Praga 10K: 2015
- Corrida de Houilles 10K: 2014

## Marques personals
- Carrera 10K - 30:55 (2015)
- Mitja marató - 1:05:06 (2017)
- Marató - 2:17:16 (2020)